# Möser
Möser este o comună în Saxonia-Anhalt, Germania